# Forty Licks
Forty Licks – ósmy album kompilacyjny brytyjskiej grupy The Rolling Stones. Na albumie znalazł się materiał z czterdziestoletniego dorobku zespołu. Jest to pierwszy album w historii grupy obejmujący utwory wydane zarówno na płytach z licencją Deca (ABKCO Records), jak i z własnej wytwórni rozprowadzanych przez Virgin / EMI.
Wraz z wydaniem albumu rozpoczęła się całoroczna międzynarodowa trasa koncertowa zespołu pod nazwą Lick Tour podczas której zarejestrowano materiał do podwójnego albumu koncertowego Live Licks. Wszystkie utwory z albumu zostały zremasterowane cyfrowo w stereo z wyjątkiem tych nagranych przed rokiem 1968, które to odświeżono w mono.

## lista utworów

### Dysk pierwszy
| Nr. | Tytuł                                                      | Album (Data)                                    | Czas |  |
| 1.  | „Street Fighting Man”                                      | Beggars Banquet (1968/08)                       | 3:15 |  |
| 2.  | „Gimme Shelter”                                            | Let It Bleed (1969/11)                          | 4:31 |  |
| 3.  | „(I Can’t Get No) Satisfaction”                            | Out of Our Heads (1965/06)                      | 3:43 |  |
| 4.  | „The Last Time”                                            | Out of Our Heads (1965/02)                      | 3:41 |  |
| 5.  | „Jumpin’ Jack Flash”                                       | Through The Past, Darkly (1969/09)              | 3:42 |  |
| 6.  | „You Can’t Always Get What You Want”                       | Let It Bleed (1969/11)                          | 7:28 |  |
| 7.  | „19th Nervous Breakdown”                                   | High Tides And Green Grass (US) (1966/03)       | 3:56 |  |
| 8.  | „Under My Thumb”                                           | Aftermath (1966/04)                             | 3:41 |  |
| 9.  | „Not Fade Away” (Buddy Holly, Norman Petty)                | England’s Newest Hit Makers (1964/02)           | 1:48 |  |
| 10. | „Have You Seen Your Mother, Baby, Standing in the Shadow?” | High Tide And Green Grass (UK) (1966/011)       | 2:36 |  |
| 11. | „Sympathy for the Devil”                                   | Beggars Banquet (1968/12)                       | 6:17 |  |
| 12. | „Mother’s Little Helper”                                   | Aftermath (1966/07)                             | 2:46 |  |
| 13. | „She’s a Rainbow”                                          | Their Satanic Majesties Request (1967/12)       | 4:13 |  |
| 14. | „Get Off of My Cloud”                                      | December’s Children (And Everybody’s) (1965/09) | 2:55 |  |
| 15. | „Wild Horses”                                              | Sticky Fingers (1971/06)                        | 5:43 |  |
| 16. | „Ruby Tuesday”                                             | Between the Buttons (1967/01)                   | 3:13 |  |
| 17. | „Paint It, Black”                                          | Aftermath (1966/05)                             | 3:44 |  |
| 18. | „Honky Tonk Women”                                         | Through The Past, Darkly (1969/07)              | 3:00 |  |
| 19. | „It’s All Over Now” (Bobby Womack/Shirley Jean Womack)     | 12 X 5 (1964/06)                                | 3:26 |  |
| 20. | „Let’s Spend the Night Together”                           | Between the Buttons (1967/01)                   | 3:26 |  |

### Dysk drugi
| Nr. | Tytuł                                                          | Album (Data)                      | Długość |  |
| 1.  | „Start Me Up”                                                  | Tattoo You (1981/08)              | 3:33    |  |
| 2.  | „Brown Sugar”                                                  | Sticky Fingers (1971/04)          | 3:50    |  |
| 3.  | „Miss You”                                                     | Some Girls (1978/05)              | 3:35    |  |
| 4.  | „Beast of Burden”                                              | Some Girls (1978/09)              | 3:28    |  |
| 5.  | „Don’t Stop”                                                   | Forty Licks                       | 3:59    |  |
| 6.  | „Happy”                                                        | Exile on Main St. (1972/07)       | 3:05    |  |
| 7.  | „Angie”                                                        | Goats Head Soup (1973/08)         | 4:32    |  |
| 8.  | „You Got Me Rocking”                                           | Voodoo Lounge (1994/09)           | 3:34    |  |
| 9.  | „Shattered”                                                    | Some Girls (1978/11)              | 3:46    |  |
| 10. | „Fool to Cry”                                                  | Black And Blue (1976/04)          | 4:07    |  |
| 11. | „Love Is Strong”                                               | Voodoo Lounge (1994/07)           | 3:48    |  |
| 12. | „Mixed Emotions”                                               | Steel Wheels (1989/08)            | 4:01    |  |
| 13. | „Keys to Your Love”                                            | Forty Licks                       | 4:11    |  |
| 14. | „Anybody Seen My Baby?” (Jagger, Richards, K.D.Lang, Ben Mink) | Bridges to Babylon (1997/09)      | 4:08    |  |
| 15. | „Stealing My Heart”                                            | Forty Licks                       | 3:42    |  |
| 16. | „Tumbling Dice”                                                | Exile on Main St. (1972/04)       | 3:47    |  |
| 17. | „Undercover of the Night”                                      | Undercover (1983/11)              | 4:13    |  |
| 18. | „Emotional Rescue”                                             | Emotional Rescue (1980/06)        | 3:41    |  |
| 19. | „It’s Only Rock 'n Roll (But I Like It)”                       | It’s Only Rock ’n’ Roll (1974/07) | 4:09    |  |
| 20. | „Losing My Touch”                                              | Forty Licks                       | 5:06    |  |

Drugie wydanie Forty Licks z 1 października 2002 roku zawiera remix dwuosobowej grupy The Neptunes „Sympathy for the Devil”, który to utwór umieszczono na końcu pierwszego dysku jednocześnie usuwając z płyty „She’s a Rainbow”. Okładka tej edycji odróżnia się niebieskimi kolorami loga zespołu.

## Muzycy

### Rolling Stones
- Mick Jagger – śpiew, harmonijka, perkusja, gitara, pianino elektroniczne
- Keith Richards – gitara prowadząca, gitara rytmiczna, gitara akustyczna, wokal wspierający, gitara basowa, kontrabas, śpiew
- Brian Jones – gitara prowadząca, gitara rytmiczna, tamburyn, marimba, harmonijka, wokal wspierający, pianino, sitar
- Bill Wyman – gitara basowa, marakasy, wokal wspierający, kontrabas
- Charlie Watts – perkusja, wokal wspierający
- Mick Taylor – gitara prowadząca, gitara slide, gitara basowa
- Ron Wood – gitara, wokal wspierający, gitara basowa

### gościnnie
- Madelaine Bell – wokal wspierający
- Sugar Blue – harmonijka
- Merry Clayton – śpiew
- Sara Dash – wokal wspierający
- Jim Dickinson – pianino
- Rocky Dijon – perkusja, konga
- Sly Dunbar – perkusja
- Marianne Faithfull – wokal wspierający
- Lisa Fischer – wokal wspierający
- Bernard Fowler – wokal wspierający
- Nicky Hopkins – pianino, wokal wspierający
- Luis Jardim – perkusja
- Darryl Jones – gitara basowa
- Clydie King – wokal wspierający
- Al Kooper – pianino, francuski róg, organy
- Chuck Leavell – pianino, organy, keyboard
- Ian McLagan – elektryczna pianino
- Jimmy Miller – perkusja
- Jamie Muhoberac – gitara basowa, keyboard
- Ivan Neville – wokal wspierający
- Nanette Newman – wokal wspierający
- Jack Nitzsche – pianino
- Anita Pallenberg – wokal wspierający
- Jim Price – trąbka, puzon
- Ian Stewart – pianino
- Doris Troy – wokal wspierający
- Waddy Wachtel – elektryczna gitara, akustyczna gitara
- Don Was – keyboard

## Listy przebojów
Album
| Rok  | Lista             | Pozycja |
| ---- | ----------------- | ------- |
| 2002 | UK Top 75 Albums  | 2       |
| 2002 | The Billboard 200 | 2       |
| 2003 | UK Top 75 Albums  | 11      |
| 2003 | The Billboard 200 | 16      |
| 2004 | The Billboard 200 | 160     |
| 2006 | UK Top 75 Albums  | 11      |

Single
| Rok  | Single                 | Lista                     | Pozycja |
| ---- | ---------------------- | ------------------------- | ------- |
| 2002 | Don’t Stop             | Mainstream Rock Tracks    | 21      |
| 2002 | Don’t Stop             | UK Top 75 Singles         | 36      |
| 2003 | Sympathy for the Devil | UK Top 75 Singles         | 14      |
| 2003 | Sympathy for the Devil | The Billboard Hot 100     | 97      |
| 2003 | Sympathy for the Devil | Hot Dance Singles Sales   | 1       |
| 2003 | Sympathy for the Devil | Hot 100 Singles Sales     | 1       |
| 2003 | Sympathy for the Devil | Hot Dance Music/Club Play | 34      |